# Wichura na Mazurach (2002)
Wichura na Mazurach – 4 lipca 2002, około 11:40, nad Mazurami przeszedł front szkwałowy z trąbami powietrznymi, który spowodował zniszczenia na znacznych obszarach Puszczy Piskiej (12 tys. ha, co stanowi 11% jej obszaru), Zielonej oraz Boreckiej, a także w mniejszym zakresie na terenie Puszczy Rominckiej i Augustowskiej. Najsilniejsza nawałnica objęła obszar wokół Pisza o promieniu około 20 km, przede wszystkim gminy Pisz i Orzysz. Pięć minut później przy zachodniej granicy Suwałk pojawiło się tornado o sile F1 w skali Fujity. Wyrywało słabo zakorzenione drzewa, zrywało dachy, a jeden dom uległ niemalże całkowitemu zniszczeniu. Trąba powietrzna pojawiła się także w okolicach Kowal Oleckich oraz Wincenty (powiat kolneński)

## Skutki
Huraganowy wiatr o sile 12 skali Beauforta, osiągający momentami 170 km/h, spustoszył duże obszary puszczy, powodując w sumie zniszczenie 45,4 tys. ha lasów w szesnastu nadleśnictwach, co do sierpnia 2017 było największą klęską w powojennej historii polskiego leśnictwa. Szkody w drzewostanie były skoncentrowane w pasie o długości 130 km i szerokości 15 km. W wyniku katastrofy zgłoszono łącznie ponad 500 uszkodzeń budynków (zarówno niewielkich, jak i całkowitych) w gminie Pisz i około 200 w gminie Orzysz. Wiatr i połamane drzewa uszkodziły linie energetyczne (13 km) i telefoniczne (15 km). Zanotowano zniszczenia samochodów, wywrócenia łodzi i dwa pożary budynków. Połamane drzewa zatarasowały drogi oraz linie kolejowe. Drogi zablokowało łącznie ponad tysiąc powalonych drzew. Rannych zostało 13 osób. W powiecie piskim koszty społeczne katastrofy (bez kosztów poniesionych przez wojsko, straż pożarną, policję, bez strat poniesionych przez Lasy Państwowe i energetykę) zostały oszacowane na około 12,5 mln złotych. Nadleśnictwa dotknięte żywiołem na likwidację skutków nawałnicy, pozyskanie drewna, czyszczenie powierzchni i remonty dróg, przeznaczyły w latach 2002-2004 z własnych środków około 120 mln zł.

## Zagrożenie pożarowe
Lasy dotknięte klęską żywiołową stwarzały wielkie zagrożenie pożarowe z powodu panującej tego lata suszy. Ryzyko pożaru zwiększał także fakt, że w Puszczy Piskiej dominuje sosna, która jest szczególnie narażona, ponieważ igliwie tego drzewa zawiera olejki eteryczne mogące zapalić się już w temperaturze 50 °C. W sierpniu wilgotność ściółki spadła do 7%. W związku z tym podjęto szereg działań, aby uniknąć większej katastrofy, m.in. wprowadzono zakaz wstępu do zniszczonych lasów i wykonano 104,4 km pasów przeciwpożarowych.

## Usuwanie drzew i odnawianie lasów
W kwietniu 2004 roku NIK opublikował raport prezentujący wyniki kontroli usuwania zniszczeń, w którym informował, iż w okresie od lipca 2002 do końca czerwca 2003 z obszaru dotkniętego klęską pozyskano łącznie 2,3847 mln m³ grubizny, co w skali kraju stanowi 17,5% grubizny pozyskanej przez Lasy Państwowe z posuszu, złomów i wywrotów (4,5% grubizny pozyskanej przez LP ogółem) w ciągu tych dwóch lat. Szacowano również, że na koniec czerwca 2003 do usunięcia pozostało jeszcze 1,64 mln m³ drewna. W raporcie stwierdza się również, że w badanym okresie przy usuwaniu skutków w samej Puszczy Piskiej pracowało średnio 1,2 tysiąca osób (maksymalnie 2,3 tysiąca) oraz wykorzystywano średnio 256 ciągników zrywkowych, 5 rębaków oraz kilka harwesterów. Natomiast w rejonie Regionalnej Dyrekcji Lasów Państwowych w Białymstoku przy usuwaniu skutków pracowało maksymalnie 3,7 tysiąca osób oraz wykorzystywano maksymalnie 985 ciągników zrywkowych.
W dwa miesiące po wydarzeniu wstępnie szacowano, że do całkowitego odnowienia zniszczonych lasów będzie potrzebnych ponad 130 mln szt. sadzonek drzew. W latach 2003–2004 leśnicy odnowili 2,2 tys. ha obszarów dotkniętych klęską. W tym okresie wysadzono około 16 mln szt. sadzonek. Nadleśnictwo Pisz zaplanowało zakończenie odnawiania powierzchni zniszczonych lasów w 2009 roku.